# Scutiger bhutanensis
Scutiger bhutanensis és una espècie d'amfibi anur de la família dels megòfrids. L'espècie només es coneix a partir d'un sol individu capturat a Bhutan; es desconeix la localitat o la regió de la captura i, per tant, la seva distribució. D'aquesta manera, s'ignora el volum poblacional i la seva abundància.
Encara que no es coneix res sobre l'hàbitat i l'ecologia de l'espècie, encara que és possible que estigui associada i es reprodueixi en rierols, com altres espècies del gènere Scutiger.